# André Lamy
André Lamy (ur. 29 sierpnia 1932 w Lempdes) – francuski zapaśnik walczący w stylu klasycznym. Olimpijczyk z Rzymu 1960, gdzie zajął piętnaste miejsce w kategorii do 79 kg.